# ムフロン
ムフロン(仮称）Ovis gmelini は、哺乳綱偶蹄目（鯨偶蹄目とする説もあり）ウシ科ヒツジ属に分類される偶蹄類。

## 分布
アルメニア、アゼルバイジャン南部、イラン、トルコ中部および東部
イランではウリアルと交雑し、正式な分布の境目は不明とされる。地中海の島嶼にも分布するとされることもあるが、分子系統解析などから古い時代に人為的に移入された家畜（ヤギ）に由来すると考えられている。一方でキプロスの個体群は、本種の野生個体群が移入された可能性がある。

## 形態
体長110 - 145センチメートル。尾長5 - 10センチメートル。体重25 - 90キログラム。

## 分類
アジアムフロンO. orientalis（アフガニスタン、イラン、トルキスタン）、ムフロンO. musimon（イランおよび地中海の島嶼）、ウリアルO. vignei（オマーン、パンジャブ、ラダック・チベットなど）を本種に含む説もかつては有力とされた。2010年に、ウリアルを独立種とする説が提唱されている。O. orientalisの模式産地がイランで、本種とウリアルの種間雑種個体群を元に記載されたとして裸名とし、本種の学名をOvis gmeliniとする説が提唱されている。
本種の学名を記載の早い家畜ヒツジと同じOvis ariesとする説もあった。2003年にICZNの強権によりO. ariesは家畜種のみを指す学名として、野生種の学名はO. orientalisを引き続き使用することが認められた。

## 生態
海岸から標高5,000メートル以上の山地、断崖など様々な環境に生息する。草食なため草本、木の葉、果実、樹皮などを食べる。
捕食者としてオオヤマネコ・オオカミ・イヌ・ヒグマなどが挙げられる。
妊娠期間は150 - 180日。1回に 1 - 2頭の幼獣を産む。寿命は12 - 18年。

## 人間との関係
本種が家畜化され、ヒツジになったと考えられている。
燃料用の森林伐採、密猟、紛争による影響、家畜との競合などにより生息数は減少している。